# Heterogenella biradiata
Heterogenella biradiata är en tvåvingeart som beskrevs av Boris Mamaev och Berest 2005. Heterogenella biradiata ingår i släktet Heterogenella och familjen gallmyggor.
Artens utbredningsområde är Ukraina. Inga underarter finns listade i Catalogue of Life.